# 苟姓
苟姓，又稱芶姓，一個公元前两千多年的古老姓氏，在当今中国姓氏排行中第二百二十位，所占人口较少，约占全国汉族人口的百分之0.026%。

## 姓氏源流
苟姓来源有八：
1. 据《国语》所载，黄帝之子得姓者一十四人，其一为苟姓。
2. 据《路史》所载，帝舜之后有苟姓。
3. 据《路史》所载，春秋时楚大夫之食邑，以邑为氏。
4. 据《急就篇》所载，春秋时晋大夫荀氏之后避难改族而称苟姓。
5. 据《通志·氏族略》所载，芶，草名，河内多杞，有此草长处多为丰饶之地，居者遂以苟为氏。然有人认为此乃无据之俗说。
6. 据《魏书·官氏志》所载，北魏时改代北若干氏为苟姓，此为鲜卑人之姓；羌族哭吾己氏（房名），汉姓为苟；今畲、回等民族均有此姓。
7. 据《齐东野语》所载，后晋高祖名石敬瑭，姓敬者为避讳，析「敬」为苟、文二姓。
8. 据《急就篇》所载，为避宋高宗赵构之名讳，句姓加草为苟姓。

## 分布
河南省滎陽市城關鄉雷垌村原有四百多人姓苟，但在2000年集體改姓為「敬」。

## 延伸阅读
[在维基数据编辑]
 《欽定古今圖書集成·明倫彙編·氏族典·苟姓部》，出自陈梦雷《古今圖書集成》